# 金特·萨维茨基
金特·萨维茨基（德語：Günter Sawitzki，1932年11月22日—2020年12月14日），德国男子足球运动员，场上位置是守门员。他曾代表德国参加1958年和1962年国际足联世界杯，其中1958年世界杯获得第四名。